# Integrált ütemes menetrend

Ütemesen közlekedő járatok animációja

Az integrált ütemes menetrendről akkor beszélhetünk, ha egy közösségi közlekedési rendszerben az ütemesség egynél több járattípusra (pl. InterCity és csatlakozó személyvonat), vagy akár több közösségi közlekedési ágazatra (pl. vonat és ráhordó autóbusz) kiterjed úgy, hogy a járatok menetrendjei térben is időben hangolva, egységes alapelvek mentén, azonos időbeli szimmetriával, kerülnek tervezésre.

## Lásd még
- Ütemes menetrend
- Integrált közlekedési rendszer